# EX-119
La carretera EX-119 es de titularidad de la Junta de Extremadura. Su categoría es básica. Su denominación oficial es   EX-119 , de Navalmoral de la Mata a Jarandilla de la Vera.

## Historia de la carretera
Es la antigua carretera   CC-904  que fue renombrada en el cambio del catálogo de Carreteras de la Junta de Extremadura en el año 1997.

## Inicio
Su origen está en la antigua   N-V , en la localidad de Navalmoral de la Mata. (39°53′47″N 5°32′37″O / 39.896447, -5.543647)

## Final
Su final está en la   EX-203 , en la localidad de Jarandilla de la Vera. (40°07′34″N 5°39′25″O / 40.126036, -5.657022)

## Trazado, localidades y carreteras enlazadas
La longitud real de la carretera es de 32.530 m, la totalidad en la provincia de Cáceres.
Su desarrollo es el siguiente:
| P. K.           | HITO                                                                                   |
| --------------- | -------------------------------------------------------------------------------------- |
| 0+000           | Inicio: Glorieta antigua N-V en Navalmoral de la Mata                                  |
| 0+000 - 0+900   | Travesía de Navalmoral de la Mata                                                      |
| 0+880 - 0+900   | Puente sobre arroyo Casas                                                              |
| 2+380           | Acceso al polígono industrial de Navalmoral de la Mata                                 |
| 6+450           | Acceso al centro de formación agraria                                                  |
| 9+820           | Acceso sur a Talayuela                                                                 |
| 11+970          | Glorieta acceso Centro a Talayuela e intersección carretera a Santa María de las Lomas |
| 14+130          | Acceso norte a Talayuela                                                               |
| 16+190 - 16+360 | Puente sobre el río Tiétar                                                             |
| 16+530 - 16+660 | Puente sobre el río Tiétar (2.ª estructura)                                            |
| 16+710          | Glorieta intersección EX-392 (Jaraíz de la Vera                                        |
| 20+430          | Intersección carretera a embalse de Rosarito                                           |
| 20+440 - 20+470 | Puente sobre canal margen derecha de embalse de Rosarito                               |
| 25+690          | Intersección con CC-76 (Robledillo de la Vera)                                         |
| 28+080          | Intersección con CC-45 (Losar de la Vera)                                              |
| 31+850 -32+530  | Travesía de Jarandilla de la Vera                                                      |
| 32+530          | Final: EX-203 (Jarandilla de la Vera)                                                  |

## Otros datos de interés
(IMD, estructuras singulares, tramos desdoblados, etc.).
Los datos sobre Intensidades Medias Diarias en el año 2006 son los siguientes:
| P. K.                          | IMD   | Ligeros | Pesados | % Pesados |
| ------------------------------ | ----- | ------- | ------- | --------- |
| 0+900 (Navalmoral de la Mata)  | 6.069 | 5.761   | 308     | 5,1       |
| 14+600 (Talayuela)             | 4.617 | 4.317   | 300     | 6,5       |
| 22+000 (Torreseca)             | 1.915 | 1.715   | 200     | 10,4      |
| 29+900 (Jarandilla de la Vera) | 1.576 | 1.1.388 | 188     | 11,9      |

## Evolución futura de la carretera
La carretera se encuentra acondicionada dentro de las actuaciones previstas en el Plan Regional de Carreteras de Extremadura.